# Les Humphries

Les Humphries, 1973

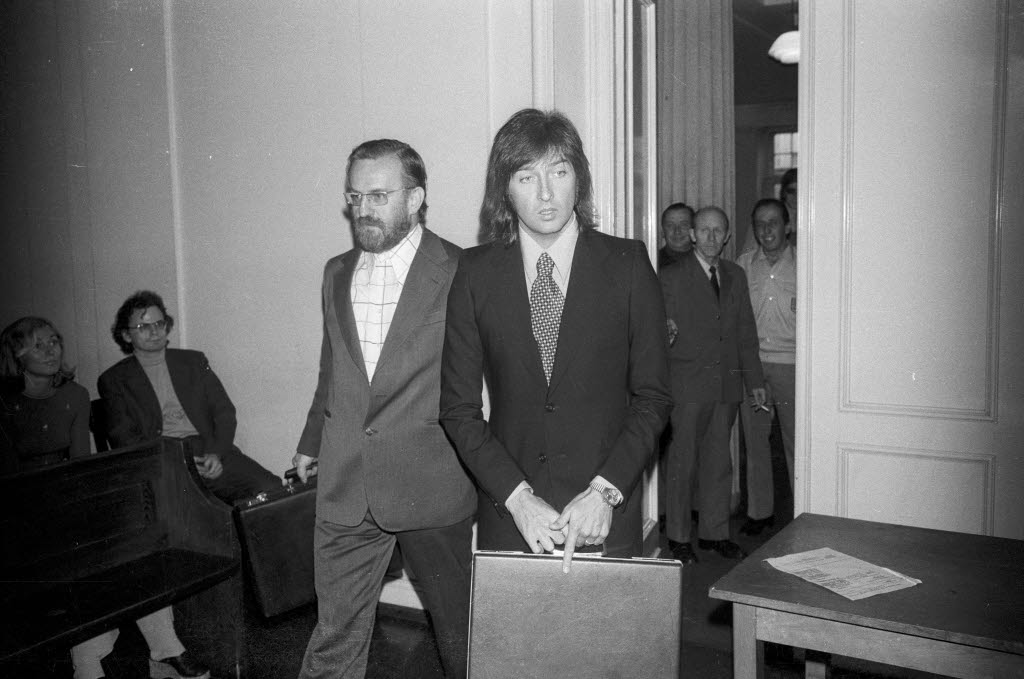
Les Humphries (rechts), 1974

Les Humphries, 1973

Les Humphries, eigentlich John Leslie Humphreys (* 10. August 1940 in Croydon, London; † 26. Dezember 2007 in Basingstoke), war ein englischer Popmusiker, der in Deutschland mit seiner Gruppe Les Humphries Singers bekannt wurde. Von Anfang der 1970er Jahre bis zur Auflösung seiner Gruppe 1976 verkaufte Humphries rund 48 Millionen Tonträger. Les Humphries ist der Komponist der Titelmelodie von Derrick.

## Leben und Karriere
Les Humphries wuchs in einfachen Verhältnissen auf. Sein Vater fiel 1942 im Zweiten Weltkrieg, als Les 2½ Jahre alt war. Nach Kriegsende zog die Familie nach Alton in ein Reihenhaus, in dem Humphries bis zu seinem Tode wohnte. Humphries bekam früh Klavierunterricht, und mit 13 Jahren wechselte er auf die Marineschule in Deal (Grafschaft Kent). Später trat er in das Musikkorps der britischen Royal Navy ein. 1958 wurde er aus 5000 Musikern der Royal Navy zum „Besten Jungmusiker des Jahres“ gewählt, worauf er im Buckingham Palace Queen Mum am Klavier vorspielen durfte. Er verließ die Navy 1964 mit dem Dienstgrad „Master Band Sergeant“. 
1966 gründete Humphries die Gruppe The Summer Set. Neben vielen Auftritten in England folgten auch Gastauftritte in Hamburg. Von da an waren Humphries’ Kontakte zum deutschen Musikmarkt geknüpft. Er trat 1968 als Organist in Achim Reichels Band Wonderland ein. Schon 1969 verließ er diese, um seine eigene Gruppe zu gründen. Inspiriert durch die Edwin Hawkins Singers gründete er Mitte 1969 zusammen mit Jimmy Bilsbury die Gruppe The Les Humphries Singers, die sehr erfolgreich wurde und viele Hits produzierte wie z. B. Mama Loo, Mexico und Kansas City. 
Eine seiner bekanntesten Kompositionen ist die Titelmelodie der Krimiserie Derrick. Koautor, wichtigster Partner für viele Lieder sowie bedeutendster Solosänger der Gruppe war Jimmy Bilsbury; zu ihm hatte Humphries ein eher schwieriges und gespanntes Verhältnis bis hin zu schweren Prügeleien nach Alkoholkonsum.
1972 heiratete er die Schlagersängerin Dunja Rajter in der Dorfkirche des kleinen niedersächsischen Ortes Undeloh in der Lüneburger Heide. Die Ehe wurde 1976 geschieden. Der gemeinsame Sohn Danny Leslie Humphries (* 1974) trat später in der Band Glow – ebenfalls als Sänger und Gitarrist – in Erscheinung. 
Ende der 1970er Jahre setzte sich Les Humphries wegen Steuerschulden in seine englische Heimat ab und kehrte erst nach Verjährungseintritt nach Deutschland zurück.
1991 lud Les Humphries seine Gruppe nach Hamburg in die NDR Talkshow. Nach dieser Sendung bekamen die Les Humphries Singers einen Plattenvertrag und gingen 1992 als Vorgruppe von Howard Carpendale auf Deutschlandtournee. Es folgten Fernsehsendungen wie Goldene Schlagerparade und Wetten, dass..?. Humphries war zuletzt mit Dagmar Frederic in der MDR-Sendung Meine Show zu sehen. „Der Meister ist leider krank, doch die Truppe steht“, lautete die Ansage der Moderatorin; Humphries hatte bei einem Sturz Prellungen an der Wirbelsäule erlitten.
Mehrere Versuche zu einem Comeback blieben erfolglos. Seine letzten Lebensjahre verbrachte er sehr zurückgezogen und hatte nicht einmal mehr Kontakt zu seiner früheren Frau Dunja Rajter und seinen drei Kindern. In die Schlagzeilen brachte er sich selbst noch einmal 1998, als er seine eigene Todesmeldung veröffentlichen ließ: Telefonisch gab er sich als sein eigener Zwillingsbruder aus und meldete den angeblichen Tod des Bruders. Darauf fiel Jürgen Drews, Sänger und ehemaliges Chormitglied der Les Humphries Singers, herein: In Unkenntnis des wahren Sachverhalts sprach Drews auf eine Anfrage des Bayerischen Rundfunks live einen Nachruf auf Humphries in Bayern 3.
Les Humphries starb im Alter von 67 Jahren am 26. Dezember 2007 an einem Herzinfarkt nach einer Lungenentzündung im Krankenhaus in Basingstoke, England. Sein Tod wurde der Öffentlichkeit erst im Februar 2008 bekannt. Nach einem Streit der Hinterbliebenen über den Ort der Bestattung wurde seine Urne am 18. August 2008 heimlich in seinem Heimatort Alton in der Grafschaft Hampshire neben seiner Mutter Kathleen Humphreys, die 1986 gestorben war, beigesetzt.

## Diskografie

### Solo
- 1970: Painting Pictures / Younger Days Have Gone (als Napoleon Smith)
- 1970: Walking Down Broadway (LP, Les Humphries and His Friends)
- 1970: Pop Party (LP, Les Humphries and His Friends)
- 1971: Super-Star-Sound – Piano Concerto (LP)
- 1971: Megaton (LP, als Megaton: John Lesley Humphreys, Jimmy Bilsbury)
- 1972: Just My Way of Life (LP, Les Humphries and Friends)
- 1974: Derrick Pt. 1 + Pt. 2 (Orchester Les Humphries)
- 1975: It Must Be You / Semolina
- 1976: Che Gama / I Am
- 1977: Disco Boogie / Rapp’s Boogie (Gottfried & Les)
- 1978: Sing, Sang, Song Singalong (LP, Les Humphries feat. Skye Blue)

### The Les Humphries Singers
→ siehe The Les Humphries Singers/Diskografie